# Kivalina
Kivalina (iñupiaq: Kivalliñiq) är en ort (city) i Northwest Arctic Borough i delstaten Alaska i USA. Orten hade 374 invånare, på en yta av 10,26 km² (2010).

## Miljöproblem

### Stämning av oljebolag
Staden Kivalina stämde, tillsammans med den lokala eskimåstammen bland annat Exxon Mobil och åtta andra oljebolag, 14 elbolag och ett kolgruvebolag i federala domstolar. Stämningen lämnades in den 26 februari 2008, och gick ut på att de företagen har direkt eller indirekt varit skyldiga till att ha släppt ut så mycket växthusgaser, enligt stämningsansökan, att klimatet vid Alaskakusten har förändrats så att samhällets existens hotas. I maj 2013 meddelade högsta domstolen att den skulle inte ta upp fallet, vilket i praktiken avslutade stadens stämning.